# 64 Studio
A 64 Studio egy Debian alapú, nyílt forrású operációs rendszer, melyet elsősorban x86-64 architektúrájú gépekre terveztek, de létezik 32 bites változata. Fő célja, hogy audió, videó és különböző egyéb média rögzítéséhez és szerkesztéséhez nyújtson eszközöket.
A 64 Studio szabad szoftveres licenccel rendelkezik, így bárki telepítheti egy 64 bites gépre, illetve létezik 32 bites alternatív változat is, egyedüli operációs rendszerként, vagy éppenséggel a Microsoft Windows mellé.

## Különbségek a 64 Studio és a Debian között
A fő különbség ezen disztribúció és a Debian között, az egyedi kernel valós idejű hibajavításokkal, néhány, a disztribúció igényeihez igazított előkonfigurálás, valamint egy egyedi csomagkezelő. Ezen kívül még néhány csomag az igényeknek megfelelően módosítva lett, ilyen például a GNOME grafikus felhasználói felület, melynek alapértelmezett témáját megváltoztatták.

## Kiadások
A projekt az első béta verziója, a 0.9.0 (kódneve: Toe Rag) 2006. augusztus 1-jén jelent meg. A kiadás neve tisztelgés a londoni hangstúdió, a Toe Rag Studios előtt.
2006. november 29-én, 18 hónapnyi fejlesztés után megjelent az első stabil kiadás. A kiadás neve Olympic lett, mely megemlékezés Glyn Johns és Eddie Kramer hangmérnökök munkásságára, akik londoni Olympic Studios stúdióban dolgoztak.
A második stabil kiadás, a 2.0 verzió (kódneve: Electric) 2007. július 27-én jelent meg. Ez a verzió az Electrical Audio stúdióról kapta nevét, melyet Steve Albini hangmérnök alapított Chicagóban. Az első frissítés, a 2.1 verzió 2008. június 9-én jelent meg A Minha Menina néven, Jorge Ben egyik dala után.

## Üzleti modell
Mivel a Linux-alapú operációs rendszerek forráskódja, és a legtöbb hozzá tartozó szoftver szabad szoftver licenc alatt érhető el, ezért bárki az igényeinek megfelelően módosíthatja a forráskódot. Éppen emiatt a lehetőség miatt, néhány cég, köztük a Lionstracs Mediastation, a Harrison Xdubber, és a Indamixx from Trinity Audio Group saját 64 Studio verziót készített magának, illetve termékeinek (például szintetizátorba).
A 64 Studio cég végzi a Platform Development Kit (PDK) fejlesztését, amely egy szabad szoftveres eszköz, melyet eredetileg a Progeny Linux Systems kezdett el fejleszteni az egyedi disztribúciók készítésére és karbantartására. A PDK egy verziókezelő rendszer, mely támogatja mind a Advanced Packaging Tool platformokat (például a Debian és Ubuntu rendszereket) és az RPM Package Manager platformokat (például a Red Hat Enterprise Linux).
A Progeny 2007-es bezárását követően a PDK most már elérhető a Trac oldalon (webalapú projektkezelő, hibakereső) keresztül a szoftverfejlesztő közösség részére. A PDK segítségével fejlesztik a 64 Studio disztribúciót, valamint a disztribúció különböző variánsait, melyet az OEM megrendelők kérnek a fejlesztőktől.

## Kapcsolódó szócikk
- Ubuntu Studio